# Adolf Sabljak
Adolf Sabljak (Therezien Stadt, Česka, 10. studenoga 1886. – Zagreb, 18. lipnja 1945.) je bio general u Nezavisnoj Državi Hrvatskoj.

## Životopis
Adolf Sabljak rođen je u Terezinu 10. studenoga 1886. Bio je časnik u austrougarskoj vojsci i vojsci Kraljevine Jugoslavije. Umirovljen 1923. u činu majora. Bio upravitelj tvornice likera i alkohola u Zagrebu.

### Vojna špijunaža
Tridesetih godina bio jedan od ključnih veza ustaškog pokreta u migraciji s Hrvatskom, prikupljao je vojne i druge podatke o stanju u Jugoslaviji i slao ustaškom vodstvu. U Uzdanici rukovodio vojnom špijunažom.

### Nezavisna Država Hrvatska
Nakon osnutka NDH bio je reaktiviran i unaprijeđen u čin glavnog stožernog pukovnika, te imenovan zapovjednikom u Zapovjedništvu grada Zagreba. Istodobno bio krilni poglavni pobočnik. Pratio je Pavelića u lipnju 1941. prilikom posjeta Adolfu Hitleru. U jesen 1942. boravio na istočnom bojištu kao promatrač i časnik za vezu 369. pješačke pukovnije s njemačkim zapovjedništvom. Ratnom dnevniku pukovnije priložio je Historijski zapis o Staljingradu. Iz staljingradskog okruženja uspio se 5. prosinca. 1942. zrakoplovom vratiti u pozadinu i ubrzo u Zagreb, gdje i dalje obnaša dužnost zapovjednika Zapovjedništva grada. U veljači 1944. promaknut je u čin generala. Od rujna do studenoga 1944. imenovan povjerenikom GRAVSIGUR-a za provođenje zaštitnih mjera na područjima velikih župa Cetina, Usora i Soli, Vrhbosna, Hum i Dubrava.

### Smrt
Pri povlačenju, u svibnju 1945. zarobljen je u Austriji, izručen jugoslavenskim vlastima i na suđenju u Beogradu 22. rujna 1945. osuđen na smrt. Prema službenim podacima o smrti ubijen prije presude.